# Cantón de Tannay
El cantón de Tannay era una división administrativa francesa, que estaba situada en el departamento de Nièvre y la región de Borgoña.

## Composición
El cantón estaba formado por veinte comunas:
- Amazy
- Asnois
- Dirol
- Flez-Cuzy
- La Maison-Dieu
- Lys
- Metz-le-Comte
- Moissy-Moulinot
- Monceaux-le-Comte
- Neuffontaines
- Nuars
- Ruages
- Saint-Aubin-des-Chaumes
- Saint-Didier
- Saint-Germain-des-Bois
- Saizy
- Talon
- Tannay
- Teigny
- Vignol

## Supresión del cantón de Tannay
En aplicación del Decreto n.º 2014-184 de 18 de febrero de 2014, el cantón de Tannay fue suprimido el 22 de marzo de 2015 y sus 20 comunas pasaron a formar parte del nuevo cantón de Clamecy.